# 30 Dywizja Piechoty (III Rzesza)
30 Dywizja Piechoty(niem. 30. Infanterie-Division) – niemiecka dywizja z czasów II wojny światowej, uczestniczyła w agresji na Polskę i Francję oraz w ataku na Związek Radziecki. 

## Formowanie i walki
Sformowana na mocy rozkazu 1 października 1936, miejsce stacjonowania sztabu Lubeka. Sformowana w X. Okręgu Wojskowym. Brała udział w agresji na Polskę. W bitwie nad Bzurą poniosła ciężkie straty a jej dowódca Kurt von Briesen stracił rękę. W 1940 uczestniczyła w ataku na Belgię oraz Francję. W 1941 została przeniesiona do grupy Armii Północ. Brała udział w ataku na Związek Radziecki, walcząc przeciw Armii Czerwonej m.in. pod Dźwińskiem i w bitwie pod Diemiańskiem. Szlak bojowy zakończyła w kotle kurlandzkim (Grupa Armii Kurlandia), 8 maja 1945 oddając się do niewoli Armii Czerwonej.

## Dowódcy dywizji
- gen. por. Carl – Heinrich von Stülpnagel 1 X 1936 – 1 III 1938;
- gen. mjr Kurt von Briesen 1 III 1938 – 25 X 1940;
- gen. por. Kurt von Tippelskirch 25 X 1940 – 5 VI 1942;
- gen. por. Thomas – Emil von Wickede  5 VI 1942 – 29 X 1943;
- gen. mjr Gerhard Henke 29 X 1943 – IX 1943;
- gen. por. Paul Winter IX 1943 – 5 XI 1943;
- gen. por. Wilhelm Hasse  5 XI 1943 – 15 III 1944;
- gen. por. Hans von Basse 15 III 1944 – 15 VIII 1944;
- Oberst (General) Otto Barth  15 VIII 1944 – 30 I 1945;
- gen. por. Albert Henze   30 I 1945 – 8 V 1945;

## Struktura organizacyjna
Skład w sierpniu 1939:
- 6 pułk piechoty: miejsce postoju sztabu, II, III batalionu, 13 kompanii dział, 14 kompanii przeciwpancernej oraz rezerwowego batalionu – Lubeka, I batalionu – Eutin;
- 26 pułk piechoty: miejsce postoju sztabu, I, III batalionu, 14 kompanii przeciwpancernej oraz rezerwowego batalionu – Flensburg, II batalionu i 13 kompanii dział – Schleswig;
- 46 pułk piechoty: miejsce postoju sztabu, I, III batalionu, 13 kompanii dział i 14 kompanii przeciwpancernej – Neumünster, II batalionu – Rendsburg, rezerwowego batalionu – Heide;
- 30 pułk artylerii: miejsce postoju sztabu, II i III dywizjonu – Rendsburg, I dywizjonu – Flensburg;
- I dywizjon 66 pułku artylerii ciężkiej: miejsce postoju – Neumünster;
- 30 batalion pionierów: miejsce postoju – Lubeka;
- 30 oddział przeciwpancerny: miejsce postoju – Lubeka;
- 30 oddział łączności: miejsce postoju – Lubeka;
- 30 oddział obserwacyjny: miejsce postoju – nie został utworzony;

Skład w styczniu 1940:
- 6 pułk piechoty
- 26 pułk piechoty
- 46 pułk piechoty
- 30 pułk artylerii,
- I/66 pułk artylerii ciężkiej oraz 30 batalion pionierów, 30 oddział rozpoznawczy, 30 oddział przeciwpancerny, 30 oddział łączności,  30 polowy batalion zapasowy;

Skład w listopadzie 1944:
- 6 pułk grenadierów
- 26 pułk fizylierów
- 46 pułk grenadierów
- 30 pułk artylerii oraz 30 batalion pionierów, 30 batalion fizylierów, 30 oddział przeciwpancerny, 30 oddział łączności, 30 polowy batalion zapasowy;